# Protothaca granulata
Protothaca granulata är en musselart som först beskrevs av Gmelin 1791.  Protothaca granulata ingår i släktet Protothaca och familjen venusmusslor. Inga underarter finns listade i Catalogue of Life.